# الکساندر آلرسون
الکساندر آلرسون (به ایتالیایی: Alexander Allerson) (زاده ۱۹ مهٔ ۱۹۳۰) بازیگر آلمانی است.
از فیلم‌های معروف او می‌توان به بازی در همه راه‌ها به همین‌جا ختم می‌شود بچه‌ها اشاره کرد.